# Virtual Laboratory
O projeto online Virtual Laboratory. Essays and Resources on the Experimentalization of Life, 1830-1930, conduzido pelo Instituto Max Planck para a História da Ciência, dedica-se à história da experimentação com a vida. O termo “experimentação” captura a interação entre ciências biológicas, artes, arquitetura, mídia e tecnologia que marcou o paradigma de experimentação científica entre 1830 e 1930. O Virtual Laboratory é uma plataforma que apresenta trabalhos nessa área, mas que também atua como um ambiente de pesquisa para novos estudos. 

## História
A primeira versão do Virtual Laboratory foi lançada em 1997, com o nome de Virtual Laboratory of Physiology. Nessa época, o principal foco do projeto era acompanhar o desenvolvimento das condições técnicas que permitiram pesquisas fisiológicas durante o século XIX. Com esse propósito foi criado um banco de dados com textos e imagens sobre o tema. Em 1998, depois de uma série de alterações, o Virtual Laboratory assumiu a forma ainda em vigor atualmente, passando a abordar não mais apenas fisiologia, como também ciências biológicas, arte e literatura. Um ano depois, em 1999, o Virtual Laboratory foi publicado em CD-Rom. Como havia se transformado em uma plataforma para pesquisa historiográfica, não sendo mais apenas um banco de dados, o projeto foi pela primeira vez apresentado durante uma conferência, a Using the World Wide Web for Historical Research in Science and Technology, organizada pela Alfred P. Sloan Foundation an der Stanford University. No ano 2000, o Virtual Laboratory tornou-se parte do projeto de pesquisa The Experimentalization of Life, financiado pela Fundação Volkswagen. Seguiu-se então mais uma aparição pública, desta vez na conferência Virtual Research? The impact of new technologies on scientific practices, no Instituto Federal de Tecnologia de Zurique. Após finalmente intitulado Virtual Laboratory. Essays and Resources on the Experimentalization of Life, 1830-1930, lançou-se a primeira versão online do projeto. Desde 2008, o Virtual Laboratory possui o status de uma publicação, com o número ISSN 1866-4784.

## Estrutura
O Virtual Laboratory é subdividido em duas partes: o arquivo e o laboratório. O arquivo armazena uma grande quantidade de textos e imagens digitalizadas com informações adicionais sobre os itens do acervo. O laboratório consiste em uma coleção de textos historiográficos sobre a experimentação da vida e em uma área de trabalho que possibilita novas formas de se escrever história. O Virtual Laboratory é formado por 8 seções:
- Essays: essa seção contém artigos historiográficos que por sua vez estão ligados através de hyperlinks ao acervo do arquivo.

- Experimentos: contém informações sobre experimentos típicos do século XIX em áreas como: circulação sanguínea, contração muscular, condução de impulsos nervosos e tempo de reação.

- Tecnologia: aqui encontra-se a parte técnica da experimentação, composta de instrumentos.

- Objetos: ainda em construção, essa área irá dedicar-se aos objetos dos experimentos, isto é, a seres vivos de um modo geral.

- Sites: essa seção trata dos locais de experimentação, ou seja, instituições onde conduzia-se trabalho experimental.

- People: fornece biografias dos principais protagonistas da experimentação.

- Concepts: dedica-se a conceitos fundamentais como reflexo, função e consciência, bem como à história destes conceitos.

- Library: a biblioteca é o núcleo do Virtual Laboratory. Aqui encontram-se, além de textos digitalizados, jornais, catálogos de instrumentos, manuscritos, arquivos de áudio e filmes. O conteúdo dos textos disponíveis no acervo do Virtual Library, enquanto ainda está sendo processado por programas de OCR, já pode ser parcialmente acessado pela ferramenta de busca do site.

Todo o material pode ser baixado no formato pdf.
À parte dessas categorias temáticas, as opções tools e myLab permitem também o uso do Virtual Laboratory como um ambiente de pesquisa. Estas funções possibilitam que o usuário crie e compartilhe coleções próprias criadas a partir do acervo.

## Literatura
- Schmidgen, Henning; Evans, Rand B.: The Virtual Laboratory: A New On-Line Resource for the History of Psychology. History of Psychology, 6 (2), S. 208-213, 2003

- Dierig, Sven; Kantel, Jörg; Schmidgen, Henning: The Virtual Laboratory for Physiology. Max-Planck-Institute for the History of Science Preprint 140, 2000 (pdf)

## Ligações Externas
- Virtual Laboratory. Essays and Resources on the Experimentalization of Life, 1830-1930
- ISSN 1866-4784
- Lista dos jornais disponíveis no Virtual Laboratory.